# Сенотаиниоз
Сенотаиниоз — энтомоз пчел, вызываемый личинками мухи сенотаинии, паразитирующими в грудных мышцах пчел.
Сенотаиния (Senotainia tricuspis) — крупное насекомое, относится к семейству Sarcophagidae. Senotainia tricuspis, на первый взгляд очень похожа по внешнему виду на обычную домашнюю муху. Взрослая особь имеет размеры от 5 до 8 мм. Сенотаиния является живородящей, при этом одна оплодотворенная самка несет до 700 яиц. Тело имеет пепельный окрас, характеризуется серо-белой средней лицевой полосой с двумя рядами коротких щетинок.
Самки на лету откладывают на пчелу вылупившуюся личинку, которая проникает в тело насекомого, где и развивается в грудной клетке хозяина. В течение 4-5 дней питается гемолимфой. Затем личинка проникает в грудные мышцы. На этом этапе пчела начинает проявлять первые симптомы: неспособность закрыть крылья в покое и трудности в полете. Зараженные насекомые погибают через 3 — 4 дня после отложения мухой на их тело личинок. Затем личинки выходят наружу и зарываются в землю. В земле личинки превращаются в ложные коконы (пупарии), из которых спустя некоторое время выходят взрослые особи. Общий цикл развития сенотаинии — 15-35 дней. За лето муха сенотаиния дает две генерации, одна из которых в виде пупарий зимует в земле. В начале июня, когда установится теплая погода, из ложных коконов выходят взрослые особи.
Места обитания сенотаиний — опушки лесов, преимущественно сосновых. Болезнь от больных пчел к здоровым не передается.
Клинические признаки и патогенез. Личинки мухи сенотаинии, питаясь тканями пчелы, разрушают её грудные мышцы, в результате чего пораженные пчелы теряют способность летать. Через 3 — 4 дня пораженные насекомые погибают. При сильном заражении пчел сенотаиниозом на пасеке обнаруживают большое количество ползающих пчел.
Диагноз. Личинки мух выявляют в груди пчел методом компрессорного исследования или с 20 — 30 свежих трупов насекомых готовят суспензию. Пропускают её через сито, центрифугируют, а осадок рассматривают под микроскопом.
Методы борьбы. Для уничтожения личинок мух сенотаинии, находящихся ещё в теле пчелы, необходимо ежедневно собирать на пасеке мертвых и больных пчел и сжигать их. Кроме того, необходимо уничтожать взрослых особей на пасеках. С этой целью применяют дуст ДДТ по способу Ф. М. Алексеенко или по способу А. К. Бойко. По способу Ф. М. Алексеенко дуст ДДТ смешивают с крахмальным клейстером, для приготовления которого на 1 л воды берут 10 г крахмала. К указанному количеству — остывшего крахмального клейстера добавляют 10 г 10 % дуста ДДТ и хорошо размешивают. Если же дуст ДДТ будет более высокого процентного содержания, тогда его нужно взять соответственно меньше. Приготовленную смесь наносят кистью или щеткой на листы светлой плотной упаковочной бумаги или фанеры и укрепляют их на крышках ульев. На один лист бумаги или фанеры расходуют от 100 до 200 мл смеси дуста ДДТ с клейстером.